# ایوائو هوریوچی
ایوائو هوریوچی (انگلیسی: Iwao Horiuchi؛ ۹ دسامبر ۱۹۴۱ – ۴ مارس ۲۰۱۵) کشتی‌گیر اهل ژاپن بود.
وی در مسابقات کشوری و بین‌المللی در مجموع برندهٔ ۱ مدال طلا، ۱ مدال نقره، ۱ مدال برنز شده‌است.